# Zossen
Zossen (sorábio superior: Sosny) é uma cidade da Alemanha, localizada no distrito de Teltow-Fläming, em Brandemburgo, a aproximadamente 30 quilômetros ao sul de Berlim. Zossen consiste em várias aglomerações menores, que foram agrupadas em 2003 para formar a cidade.

## Geografia
Desde a reforma municipal de 2003, Zossen consiste nos seguintes distritos e municipalidades: 
| - Glienick - Horstfelde - Schünow - Werben - Kallinchen - Nächst Neuendorf - Nunsdorf - Schöneiche | - Wünsdorf - Funkenmühle - Lindenbrück - Neuhof - Waldstadt - Zesch am See - Zossen - Dabendorf |

## História
Zossen, como a maioria dos localidades de Brandenburg, era originalmente um assentamento eslavo. Seu nome (em sorábio superior, Sosny) pode derivar de Sosna, que significa pinho, uma árvore bastante comum na região.
A estação ferroviária de Zossen foi criada em 1875, na linha férrea de Berlim a Dresden e na ferrovia militar prussiana que alimentava um campo de artilharia em Kummersdorf-Gut (atualmente Am Mellensee). Entre 1901 e 1904, Zossen adotou o uso de diferentes veículos de alta velocidade, como locomotivas elétricas, para o transporte entre Berlim e Marienfeld. Estes veículos eram alimentados por uma corrente alternada de 15 kV, e usavam uma frequência variável. A energia era transmitida por três linhas verticais suspensas.
Em 1910 foi criado em Zossen um campo de provas e uma guarnição do Exército Imperial Alemão, na seção de Waldstadt da comunidade de Wünsdorf, que existe até os dias de hoje. Na Primeira Guerra Mundial, Zossen foi sede de vários campos de prisioneiros de guerra, incluindo o "Campo Crescente" (Halbmondlager) para os muçulmanos que lutaram pela Tríplice Entente. Ali, foi erguida a primeira mesquita de madeira na Alemanha. De 1939 a 1945, Wünsdorf recebeu a sede da Wehrmacht alemã (OKW) e o Alto Comando do Exército (OKH). Após a Segunda Guerra Mundial, a área tornou-se o local de um campo militar soviético, o maior fora da Rússia, até 1990. Desde então, ele voltou ao uso civil, como a cidade literária de Wünsdorf-Waldstadt. 

## Demografia
- Evolução da população local, desde 1875, considerando os limites atuais da cidade (Linha Azul: População; Linha Pontilhada: Comparação com o Desenvolvimento da População do Estado de Brandemburgo; Fundo Cinza: Tempo do governo nazista; Fundo Vermelho: Tempo do governo comunista)
- Evolução da população local recente e projeções (Antes do Censo 2011 (linha azul); Recente, de acordo com o Censo na Alemanha em 2011 (linha de fronteira azul); Projeção pelo estado de Brandemburgo para 2005-2030 (linha amarela); Projeção pelo Estado de Brandemburgo para 2020-2030 (linha verde); Projeção para 2017-2030 (linha lila)